# Општина Сусени (Арђеш)
Сусени (рум. Suseni) општина је у Румунији у округу Арђеш.
Oпштина се налази на надморској висини од 254 m.